# Volleyball Kaposvár
Volleyball Kaposvár – węgierski męski klub siatkarski z siedzibą w mieście Kaposvár założony w 1953 roku. W sezonie 2011/2012 klub uczestniczy w rozgrywkach NB I.
Od sezonu 2010/2011 drużyna występuje w rozgrywkach pod nazwą Fino Kaposvár.

## Historia

### Chronologia nazw
- 1953–1987: Kaposvári Dózsa
- 1987–1988: Kapos Volán-Dózsa
- 1988–1991: Kapos Volán
- 1991–1993: Kaposvári Somogy SC
- 1993–1994: Kaposvári RC
- 1994–1996: Kaposvári Balatel RC
- 1996–1997: Balatel SE Kaposvár
- 1997–2000: Pini Kaposvár SE
- 2000–2009: Kométa Kaposvár SE
- 2009–2010: Diamant Kaposvár SE
- od 2010: Fino Kaposvár SE

### Lata 90. XX wieku
Siatkarze z Kaposváru w 1991 roku zdobyli srebrny medal węgierskiej ekstraklasy. Rok później zdobyli pierwsze w historii mistrzostwo kraju. Wynik ten został powtórzony w latach 1993 i 1994.
W kolejnych latach zespół utrzymywał się w ligowej czołówce, jednak nie był w stanie wywalczyć tytułu mistrzowskiego.
W lecie 1997 grając pod nazwą Balatel SC, zdobywając Puchar oraz później mistrzostwo, zespół sięgnął po podwójną koronę siatkarską na Węgrzech. Świetny sezon w kraju spowodował zwiększenie zainteresowania wśród zagranicznych sponsorów, czego efektem było pozyskanie w sierpniu tego samego roku włoskiej firmy Pini, która jako strategiczny sponsor weszła także w nazwę zespołu.
Rok później klub zakończył sezon wygrywając kolejny raz Puchar Węgier, zaś w lidze zajął drugie miejsce. Duże sukcesy w 1998 roku odniosły praktycznie wszystkie grupy młodzieżowe klubu, które w swoich kategoriach wiekowych dotarły do ścisłych finałów.
W 1999 roku siatkarze z Kaposváru kolejny raz zdobyli dublet w postaci krajowego pucharu i mistrzostwa. Były to piąte triumfy w obu rozgrywkach zespołu.
W kolejnym sezonie zespół obronił tytuł mistrzowski.

### Pierwsza dekada XXI wieku
Przed sezonem 2000/2001 zespół zmienił nazwę na Kométa. Po raz siódmy klub został Mistrzem, broniąc tytuł w najbardziej pamiętnym finale ostatnich lat. W finale play-off, rozgrywanym do trzech wygranych meczów, Kométa trafił na zespół Dunaferr. W pierwszych dwóch spotkaniach wygrał zespół z Dunaújváros, jednak w kolejnych trzech triumfował Kométa.
W kolejnym sezonie zespół z powodzeniem rywalizował w węgierskich rozgrywkach oraz w europejskim pucharze. Na Węgrzech klub zdobył krajowy puchar, ale rozgrywki ligowe zakończył poza finałową dwójką. W europejskim pucharze Top Teams klub dostał się do ćwierćfinału, pokonując w fazie grupowej zespoły z Hiszpanii, Ukrainy i Szwajcarii, by w ćwierćfinale przegrać z późniejszym zwycięzcą rozgrywek, belgijskim Roeselare.
2003 rok przyniósł ponowne Puchar Węgier oraz ligowe wicemistrzostwo. W tym samym sezonie György Demeter zakończył ponad dziesięcioletni okres pracy na stanowisku pierwszego trenera zespołu. Jego miejsce zajął Chorwat Marko Jazvić.
Sezon 2003/2004 był jednym z najgorszych w najnowszej historii zespołu. Po ośmiu latach zdobywania medalu bądź Pucharu zespół nie zdołał triumfować w żadnych rozgrywkach. Nie zmieniło to nastawienia głównego sponsora zespołu – firmy Kométa '99 Kft. Postanowiła ona pozostać na kolejny sezon strategicznym partnerem klubu. Drugim głównym sponsorem klubu stało się w tym samym czasie miasto Kaposvár.
W 2005 roku po czterech sezonach dominacji ligowej zespołu z Kazincbarcika po ligowy triumf Kaposvár sięgnął po raz ósmy. Do wyłonienia nowego mistrza potrzeba było czterech spotkań.
W 2007 roku klub Kométa Kaposvár SE sięgnął po brązowy medal ligi MEVZA i ponownie mistrzostwo Węgier.
Rok później zespół ugruntował swoją ligową dominację, triumfując w rozgrywkach ligowych i pucharowych na Węgrzech, ale mniej udany występ zaliczył w międzynarodowych pucharach.
W sezonie 2008/2009 zespół obronił oba krajowe tytuły. W lidze trafił jednak na godnego rywala, zespół z Kecskemét, który pokonał w bardzo ciężkich finałowych meczach. W kadrze zespołu po raz kolejny pojawili się zawodnicy spoza Węgier – Słowak, Argentyńczyk i Brazylijczyk. Kolejny raz z dobrej strony pokazali się młodzi węgierscy siatkarze.
W 2010 roku po raz kolejny największym ligowym rywalem zespołu, który grał już pod nazwą Diamant Kaposvár, stała się ekipa z Kecskemét. Po swoje dwunaste mistrzostwo Węgier Diamant sięgnął na parkiecie w Kecskemét. W tym samym mieście zespół zdobył Puchar Węgier.
Także kolejny rok okazał się być „złotym rokiem”. Po przyjściu do klubu nowego sponsora tytularnego, jako Fino Kaposvár, czwarty raz z rzędu w ligowym finale przeciwnikiem był zespół Kalo-Méh KSE. Jednak tym razem zdecydowanie lepsi byli podopieczni trenera Sándora Kantora.

## Bilans sezonów
| Sezon                        | Rozgrywki ligowe | Rozgrywki ligowe | Rozgrywki ligowe | Rozgrywki ligowe | Puchar      |
| Sezon                        | Poziom           | Poziom           | Miejsce          | Miejsce          | Puchar      |
| ---------------------------- | ---------------- | ---------------- | ---------------- | ---------------- | ----------- |
| 1986/1987                    | NB II            | NB II            | 1                | 1                | brak danych |
| 1987/1988                    | NB I             | NB I             | 13/16            | 13/16            | ćwierćfinał |
| 1988/1989                    | NB I             | grupa B          | 9/20             | 1/10             | ćwierćfinał |
| 1989/1990                    | NB I             | grupa A          | 5/20             | 3/10             | 4. miejsce  |
| 1990/1991                    | NB I             | grupa A          | 2/20             | 2/10             | 4. miejsce  |
| 1991/1992                    | NB I             | grupa A          | 1/18             | 1/10             | 1. miejsce  |
| 1992/1993                    | NB I             | grupa A          | 1/18             | —                | 2. miejsce  |
| 1993/1994                    | NB I             | grupa A          | 1/18             | —                | 1. miejsce  |
| 1994/1995                    | NB I             | Extraliga        | 4/18             | —                | ćwierćfinał |
| 1995/1996                    | NB I             | Extraliga        | 3/16             | 2/6              | 3. miejsce  |
| 1996/1997                    | NB I             | Extraliga        | 1/18             | 2/7              | 1. miejsce  |
| 1997/1998                    | NB I             | Extraliga        | 2/18             | 1/8              | 1. miejsce  |
| 1998/1999                    | NB I             | Extraliga        | 1/18             | 1/8              | 1. miejsce  |
| 1999/2000                    | NB I             | Extraliga        | 1/16             | 1/8              | 1. miejsce  |
| 2000/2001                    | NB I             | Extraliga        | 1/16             | 1/6              | 2. miejsce  |
| 2001/2002                    | Extraliga        | Extraliga        | 3/6              | 3/6              | 1. miejsce  |
| 2002/2003                    | Extraliga        | Extraliga        | 2/6              | 2/6              | 1. miejsce  |
| 2003/2004                    | Extraliga        | Extraliga        | 3/8              | 3/8              | 2. miejsce  |
| 2004/2005                    | Extraliga        | Extraliga        | 1/8              | 1/8              | 2. miejsce  |
| 2005/2006                    | Extraliga        | Extraliga        | 2/8              | 2/8              | 1. miejsce  |
| 2006/2007                    | NB I             | grupa A          | 1/15             | —                | 1. miejsce  |
| 2007/2008                    | NB I             | grupa A          | 1/               | —                | 1. miejsce  |
| 2008/2009                    | NB I             | grupa A          | 1/13             | —                | 1. miejsce  |
| 2009/2010                    | NB I             | Extraliga        | 1/14             | —                | 1. miejsce  |
| 2010/2011                    | NB I             | Extraliga        | 1/14             | —                | 1. miejsce  |
| 2011/2012                    | NB I             | NB I             | 1/10             | 1/10             | 1. miejsce  |
| 2012/2013                    | NB I             | NB I             | 1/10             | 1/10             | 1. miejsce  |
| 2013/2014                    | NB I             | NB I             | 2/11             | 2/11             | 2. miejsce  |
| 2014/2015                    | NB I             | NB I             | 1/12             | 1/12             | 1. miejsce  |
| 2015/2016                    | NB I             | NB I             | 1/11             | 1/11             | 1. miejsce  |
| 2016/2017                    | NB I             | NB I             | 1/10             | 1/10             | 4. miejsce  |
| 2017/2018                    | NB I             | NB I             | 2/11             | 2/11             | 3. miejsce  |
| 2018/2019                    | NB I             | NB I             | 3/12             | 3/12             | 4. miejsce  |
| 2019/2020                    | NB I             | NB I             | —                | —                | 3. miejsce  |
| 2020/2021                    | NB I             | Extraliga        | 2/14             | 2/7              | 2. miejsce  |
| 2021/2022                    | Extraliga        | Extraliga        | 2/8              | 2/8              | 3. miejsce  |
| 2022/2023                    | Extraliga        | Extraliga        | 1/8              | 1/8              | 2. miejsce  |
| 2023/2024                    | NB I Extraliga   | NB I Extraliga   | 1/12             | 1/12             | 1. miejsce  |
| pierwszy poziom drugi poziom |                  |                  |                  |                  |             |

1. 1 2 3  Klub występował w Interlidze, z tego względu nie brał udziału w fazie zasadniczej mistrzostw Węgier.
2. 1 2 3 4 5  Klub występował w lidze środkowoeuropejskiej, z tego względu nie brał udziału w fazie zasadniczej mistrzostw Węgier.
3. ↑  Ze względu na pandemię COVID-19 rozgrywki zostały przerwane i niedokończone.

## Sukcesy
Mistrzostwa Węgier:
- 1. miejsce (20x): 1992, 1993, 1994, 1997, 1999, 2000, 2001, 2005, 2007, 2008, 2009, 2010, 2011, 2012, 2013, 2015, 2016, 2017, 2023[1], 2024[2]
- 2. miejsce (9x): 1991, 1998, 2003, 2004, 2006, 2014, 2018, 2021, 2022[3]
- 3. miejsce (4x): 1996, 2002, 2004, 2019

 Puchar Węgier:
- 1. miejsce (19x):  1992, 1994, 1997, 1998, 1999, 2000, 2002, 2003, 2006, 2007, 2008, 2009, 2010, 2011, 2012, 2013, 2015, 2016, 2024[4]
- 2. miejsce (7x): 1993, 2001, 2004, 2005, 2014, 2021, 2023